# 金澤弘和

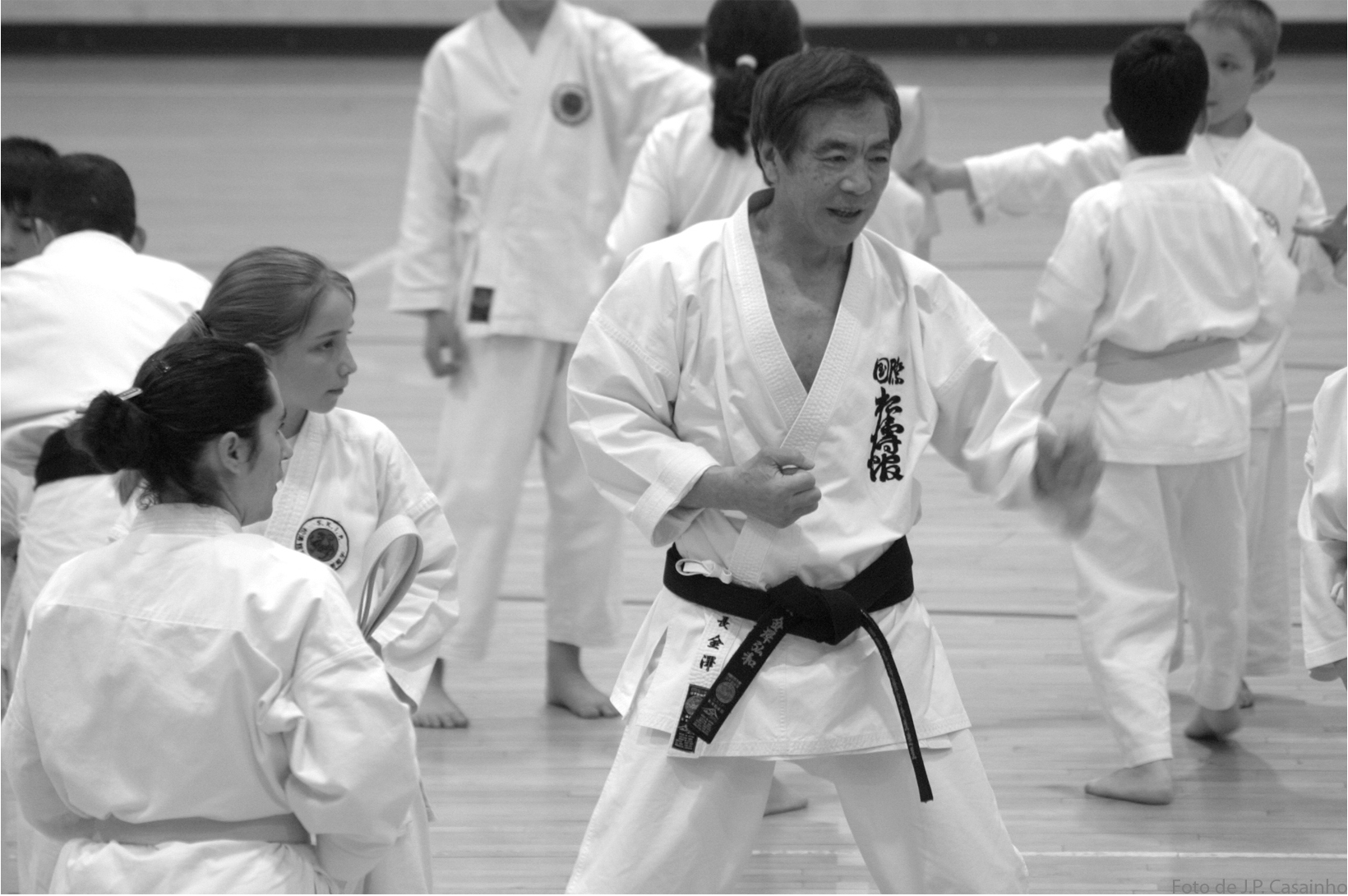
金澤弘和正在教導空手道

金澤弘和（1931年5月3日—2019年12月8日）是日本松濤館流空手道的教师。
2002年日本政府下轄的單位日本武道館於東京代代木第二体育館正式承認並頒授金澤弘和空手道十段與空手道創始人頭銜。

## 生平
金澤弘和原本是日本空手協會（JKA）的師範，在1977年離開並且創立國際松濤館空手道連盟（SKIF）。金澤弘和是極少數取得空手道十段的高手。
早年時經學習過柔道，之後金澤進入日本的拓殖大學並且向後來的日本空手協會首席師範中山正敏學習空手道。金澤也是目前少數向船越義珍學習過空手道的學生。船越義珍也就是將空手道由沖繩傳入日本本島並且創立松濤館流的空手道家。1957年，金澤成為第一批自日本空手協會甲種研修生課程當中合格結業的學生。
1957年，金澤弘和奪下日本空手協會的組手冠軍。原本因為手骨折的關係，金澤並沒有打算繼續比賽下去。但是因為不想讓他遠道而來替他加油的媽媽失望，所以金澤選擇撐下去，並且贏得比賽。
隔年，1958年，金澤弘和又拿下了型比賽的冠軍，至於組手比賽則和三上孝之並列冠軍。三上孝之是松濤館流比賽裡的優勝常客。金澤弘和和三上孝之在學習空手道時是同學兼室友，但是在這之前，他們兩人因為三上在菲律賓教授空手道有兩年，所以兩人並沒有正式的比賽紀錄。當他們兩人在決勝戰比賽時，雙方並沒有展示太多的技巧。因為他們都很了解彼此的緣故，所以他們一直互相再找對手的破綻。之後比賽時間結束，雙方都被判定為冠軍。
2003年起至今，金澤弘和每年皆會到台湾指導授課，並每年出席台灣的全國松濤館盃空手道錦標賽，於兩岸三地之華人空手道界亦享有盛名。

## 著作
- 我的空手道人生（日本武道館）
- 空手型全集（上）（下）（池田書店）
- 空手道組手全集（池田書店）
- 空手道六週強化（福昌堂）

## 外部連結
- SKIF國際松濤館空手道連盟 （页面存档备份，存于）
- 金澤弘和小傳 （页面存档备份，存于）
- 松濤金澤